# WWE 2K15
WWE 2K15 é um jogo eletrônico de luta profissional desenvolvido pela Yuke's e Visual Concepts e publicado pela 2K Sports. O jogo foi anunciado no dia 21 de junho de 2014; lançado no dia 28 de outubro do mesmo ano para PlayStation 3 e Xbox 360; no dia 21 de novembro de 2014 para PlayStation 4 e Xbox One; e anunciada na Steam, para o dia 28 de abril de 2015, a versão para Microsoft Windows.

## Rosters

### Superstars
- Alberto Del Rio
- Batista
- Big E
- Bill DeMott
- Booker T
- Big Show
- Bray Wyatt
- Brock Lesnar
- Cesaro
- Chris Jericho
- Christian (DLC 2K Showcase: One More Match)
- CM Punk
- Cody Rhodes
- Curtis Axel
- Damien Sandow
- Daniel Bryan
- Darren Young
- Dean Ambrose
- Dolph Ziggler
- Edge (DLC 2K Showcase: One More Match)
- Erick Rowan
- Fandango
- Goldust
- Hulk Hogan
- Jack Swagger
- Jey Uso
- Jimmy Uso
- John Cena
- Justin Gabriel
- Kane
- Kofi Kingston
- Luke Harper
- Mark Henry
- The Miz
- Randy Orton
- Rey Mysterio
- Rob Van Dam
- Roman Reigns
- R-Truth
- Ryback
- Santino Marella
- Seth Rollins
- Shawn Michaels
- Sheamus
- Sting
- Stone Cold Steve Austin
- Titus O'Neil
- The Great Khali (DLC 2K Showcase: Hall of Pain)
- The Rock
- Triple H
- Tyson Kidd
- The Undertaker
- Wade Barrett
- William Regal
- Xavier Woods

### Divas
- AJ Lee
- Brie Bella
- Cameron
- Naomi
- Natalya
- Nikki Bella
- Paige
- Summer Rae
- Tamina Snuka
- Vickie Guerrero (Manager)

### NXT
- Adrian Neville (desbloqueável)
- Bo Dallas (desbloqueável)
- Corey Graves (desbloqueável)
- Rusev (desbloqueável)
- Sami Zayn (desbloqueável)

### Desbloqueáveis

#### Who Got NXT / My Career
- Adrian Neville
- Bo Dallas
- Corey Graves
- Rusev
- Sami Zayn

#### 2K Showcase
- Alberto Del Rio '11
- Batista '03
- Booker T
- Chris Jericho '02
- CM Punk '11
- Daniel Bryan '12
- John Laurinaitis
- Kane '02
- Kevin Nash
- Randy Orton '04
- Ric Flair
- Shawn Michaels
- The Rock

## Modos
O jogo contém quatro modos: 2K Showcase, My Career (para Xbox One, PlayStation 4 & Microsoft Windows), Who Got NXT (exclusivo para Xbox 360 & PlayStation 3) e WWE Universe.

### Hustle, Loyalty, Disrespect - John Cena VS CM Punk (2K Showcase)
- Money In The Bank (2011)
- Raw (2011-2012)
- Night Of Champions (2011)
- Hell In A Cell (2011)
- Survivor Series (2011)
- SummerSlam (2012)
- Night Of Champions (2012)
- Hell In A Cell (2012)
- Survivor Series (2012)
- Royal Rumble (2013)
- Elimination Chamber (2013)
- Raw (2013)

### Best Friends, Bitter Enemies - Triple H VS Shawn Michaels (2K Showcase)
- SummerSlam (2002)
- Raw (2002)
- Survivor Series (2002)
- Armageddon (2002)
- Backlash (2003)
- Bad Blood (2003)
- Armageddon (2003)
- Royal Rumble (2004)
- Bad Blood (2004)

### One More Match - Christian VS Randy Orton (2K Showcase DLC)
- Extreme Rules 2011
- SmackDown 2011
- Raw 2011
- Over The Limit 2011
- WWE Capitol Punishment
- SummerSlam (2011)

### Mark Henry's Hall of Pain (2K Showcase DLC)
- Vengeance 2011
- Smackdown 2011
- WrestleMania 29

### Ultimate Warrior (2K Showcase DLC)
- WrestleMania 7
- WrestleMania 12
- SummerSlam 1988
- SummerSlam 1990
- SummerSlam 1991
- Saturday Night's Main Event 24
- Madison Square Garden

## Trilha sonora
A trilha sonora é composta por músicas de vários artistas de diversos gêneros musicais, incluindo Hip-Hop, Rock e Country.
- "All Day" - Wiz Khalifa & John Cena - 3:59
- "Ready" - B.o.B feat. Future - 3:41
- "Free" - Rudimental feat. Emeli Sandé & Nas - 4:30
- "We Dem Boyz" - Wiz Khalifa - 3:45
- "Wild Ones (WrestleMania XXVIII version)" - Flo Rida feat. Sia - 3:56
- "Bonfire" - Knife Party - 4:32
- "Workin" - Big Smo feat. Alexander King - 3:35
- "Ghost" - Mystery Skulls - 4:21
- "Come on Ever" - Royal Blood - 2:53
- "Breaks" - Wiz Khalifa & John Cena - 4:04
- "This Means War" - Avenged Sevenfold - 06:05

- WWE World Heavyweight Championship
- WWE Championship
- World Heavyweight Championship
- WWE Championship (2005-2013)
- WWE Undisputed Championship
- WWE Championship (1998-2002)
- WWE Championship (1988-1998)
- World Heavyweight Championship (1986)
- World Heavyweight Championship (1987)
- WCW World Heavyweight Championship (1991-1993)
- ECW Heavyweight Championship (2006-2008)
- ECW World Television Championship
- AWA Classic World Heavyweight Championship
- WWE Championship (The Miz; Edge; Brahma Bull)
- WWE Heavyweight Championship (Smoking Skull)
- World Heavyweight Cahmpionship (nWo)
- WWE United States Championship
- WWE Intercontinental Championship
- WWE Light Heavyweight Championship
- WWE Cruiserweight Championship
- WWE Intercontinental Championship (1987)
- WWE Intercontinental Championship (1990)
- WWE Intercontinental Championship (1994)
- WWE Intercontinental Championship (1998-2011)
- WWE European Championship
- WWE United States Championship (Spinner)
- WWE Hardcore Championship
- WWE Internet Championship
- WCW United States Championship
- WCW Cruiserweight Championship
- WCW Hardcore Championship
- ECW Championship (2008-2010)
- ECW World Heavyweight Championship (1994-2001)
- WWE Divas Championship
- WWE Women's Championship (1956–2010)
- WWE Tag Team Championship
- WWE Tag Team Championship (2002-2010)
- World Tag Team Championship (1985-1998)
- World Tag Team Championship (1998-2002)
- World Tag Team Championship (2002-2010)
- WCW World Tag Team Championship
- ECW World tag Team Championship
- NXT Championship
- NXT Tag Team Championship
- NXT Women's Championship

## DLC

### Hulkamania Edition Exclusive
- Hulk Hogan (Hulkamania Attire) (Collector's Edition)
- "Hollywood" Hulk Hogan (nWo Attire) (Collector's Edition)

### Pre-Order Exclusive
- Sting 91' & 99'

### Season Pass Exclusive
- Paige

DLC Items & Packages
- Accelerator
- 2K Showcase: One More Match - Christian vs. Randy Orton.
- 2K Showcase: The Hall of Pain - Mark Henry's 2011-2012 Heel Run.
- 2K Showcase: The Path of the Warrior - The career of the Ultimate Warrior.
- WCW DLC Pack - Fit Finlay, Lord Steven Regal, Bam Bam Bigelow, Diamond Dallas Page & Lex Luger.
- NXT Arrival DLC Pack - John Layfield, Adam Rose, The Ascension (Konnor & Viktor) & Emma.
- New Moves DLC - 30 New Moves

## Arenas
- RAW
- SmackDown
- WWE Main Event
- WWE Superstars
- NXT
- WWE Payback (2013 e 2014)
- Money in the Bank (2013)
- SummerSlam (2013)
- Night of Champions (2013)
- Battleground 2013
- Hell in a Cell (2013)
- Survivor Series (2013)
- TLC (2013)
- Royal Rumble (2014)
- Elimination Chamber (2014)
- WrestleMania XXX
- Extreme Rules (2014)
- NXT Arrival (PlayStation 3 e Xbox 360)

## Recepção

### Playstation 3 e Xbox 360
IGN: 5,9/10 
GameInformer: 7/10

### Playstation 4 e Xbox One
IGN: 7/10 
Eurogamer: 3/10 
Joystiq: 2.5/5 
Hardcore gamer: 3/5 
Polygon: 5.5/10 